# Przygody Kubusia Puchatka
Przygody Kubusia Puchatka (ang. The Many Adventures of Winnie the Pooh) – amerykański film animowany z 1977 roku w reżyserii Wolfganga Reithermana i Johna Lounsbery’ego na podstawie książek dla dzieci Kubuś Puchatek i Chatka Puchatka A.A. Milne’a. Film składa się z trzech krótkometrażowych obrazów Walt Disney Productions: Kubuś Puchatek i miododajne drzewo (1966), Wiatrodzień Kubusia Puchatka (1968) i Kubuś Puchatek i rozbrykany Tygrys (1974). Dwudziesty drugi film z oficjalnego kanonu animacji Disneya.

## Fabuła
Krzyś jak każde dziecko jest związany ze swymi zabawkami, a w szczególności z pluszowym misiem o imieniu Kubuś Puchatek. Narrator opowiada o ich wspólnych przygodach w Stumilowym Lesie spisanych w książce.

### Kubuś Puchatek i miododajne drzewo
Kubuś Puchatek nabiera ochoty na miód. Jednak jego zapasy są puste, dlatego jego celem jest drzewo z pszczelim ulem. Drzewo jest za wysokie, więc Kubuś udaje się do Krzysia, mieszkającego na skraju Stumilowego Lasu z prośbą o balonik. W błotnym kamuflażu Kubuś, jako deszczowa chmura, dociera do ula, ale pszczoły domyślają się podstępu i atakują misia. Wobec tego Kubuś odwiedza swego zwierzęcego przyjaciela – Królika, by posilić się u niego miodem. Królik niechętnie go gości w swej norze i wkrótce Kubuś opróżnia jego spiżarnię. Jednak od jedzenia utył i zaklinował się w wejściu nory. Królik wobec tego biegnie po Krzysia.
W tym samym czasie inne zwierzęta – pan Sowa i Gofer – próbują pomóc Kubusiowi, ale na przeszkodzie stoi brak ich porozumienia. Będący na miejscu Krzyś stwierdza, że jedynym wyjściem jest poczekanie, aż Puchatek schudnie, ku niezadowoleniu Królika, gdyż musi używać tylnych drzwi. Po jakimś czasie Kubuś traci na wadze tyle, że może się wydostać. Krzyś i reszta jego zabawek – pluszowi osioł Kłapouchy, Kangurzyca i jej syn Maleństwo – wspólnymi siłami wyciągają misia go tak mocno, że Kubuś szybuje wprost do drzewa i tam utyka. Kubusiowi to nie przeszkadza, ponieważ ma swobodny dostęp do miodu pszczół. Nalega narratora o wstrzymanie się z następnym rozdziałem, dopóki nie skończy jeść.

### Wiatrodzień Kubusia Puchatka
Pewnego wiosennego dnia następuje silny wiatr. Mimo to Kubuś udaje się do swego kącika zadumy. Po rozmowie z Goferem Kubuś odwiedza swego najlepszego przyjaciela – pluszową świnkę Prosiaczka – sprzątającego pod swym rodzinnym bukowym domem. Silny wiatr porywa Prosiaczka kurczowo trzymanego przez Kubusia, życzącego innym „szczęśliwego wiatrodnia”. Obaj trafiają do pana Sowy, który traktuje to jako odwiedziny. Wskutek wiatru drzewo, na którym umiejscowiony jest jego dom, zawala się. Wobec tego Kłapouchy deklaruje znalezienie nowego domu panu Sowie, który, niezrażony, zanudza innych opowieściami o swej rodzinie.
Burzliwą nocą Kubuś, słysząc nieznane dźwięki w swym domu, uzbrojony w zabawkową strzelbę, otwiera drzwi. Radośnie wita go nowy mieszkaniec Stumilowego Lasu – pluszowy Tygrys, uwielbiający skakać na swych sprężynowych kończynach, co nazywa brykaniem. Mówi Puchatkowi o słasicach i łoniach kradnących miód, po czym opuszcza go, dalej brykając po lesie. Przejęty miś stoi na nocnej warcie, lecz dopada go sen i w koszmarze śnią mu się słasice i łonie. Gdy budzi się, jego dom jest zalany przez powódź spowodowaną burzą. Mieszkańcy Stumilowego Lasu udają się do domu Krzysia, jedynego miejsca nietkniętego powodzią.
Powódź zmywa Prosiaczka, który wcześniej wysyła w butelce wiadomość z prośbą o pomoc, i Kubusia z ich mieszkań. Obaj trafiają prosto na podwórko Krzysia. Myśląc, że Puchatek uratował Prosiaczka, Krzyś ogłasza go bohaterem i urządza na jego cześć przyjęcie. Wtedy Kłapouchy oznajmia o znalezieniu Sowie nowego domu. Jest nim znany wszystkim, oprócz Sowy i Kłapouchego, dom Prosiaczka, który decyduje ofiarować Sowie swój dom, mimo że sam został bezdomny. Kubuś proponuje Prosiaczkowi zamieszkanie z nim, na co ten się zgadza. Krzyś z tej okazji również ogłasza Prosiaczka bohaterem. Gdy jest po wszystkim, narrator oznajmia zaskoczonemu Kubusiowi, że następny rozdział będzie poświęcony Tygrysowi.

### Kubuś Puchatek i rozbrykany Tygrys
Brykanie Tygrysa na innych irytuje Królika, więc wraz z Kubusiem i Prosiaczkiem planuje dać mu nauczkę. Zaprowadzają Tygrysa w nieznany mu rejon Stumilowego Lasu, by tam zostawić go na jakiś czas i przyjść jak stanie się potulny. Po zgubieniu go jednak sami się gubią z powodu mgły. W końcu Królik zamierza szukać drogi na własną rękę. Ostatecznie Kubuś i Prosiaczek sami znajdują wyjście z lasu, gdy zagubiony Królik wpada w panikę. Niczego nie podejrzewający Tygrys odnajduje Królika i wyjaśnia mu, że tygrysy nigdy się nie gubią. Wedle słów narratora to Królik, załamany niepowodzeniem swego planu, staje się potulny po wyjściu z lasu.
Zimą Tygrys i Maleństwo, podczas wspólnego brykania, wskakują na najwyższe drzewo. Maleństwo dobrze się bawi, lecz Tygrys boi się zejść. Tymczasem Kubuś i Prosiaczek badają nieznane ślady, nie wiedząc że należą do nich samych. Dostrzegają Tygrysa na drzewie biorąc go początkowo za Jagulara. Wkrótce przybywa Krzyś z Kangurzycą i Królikiem. Maleństwo bez problemu schodzi, ale Tygrysa wciąż paraliżuje strach i przyrzeka, że nigdy więcej nie bryknie. Używając swych zdolności, narrator pomaga mu zejść. Królik z radością przypomina Tygrysowi o jego obietnicy i ten z żalem ją spełnia. Widząc smutek u innych, Królik zdaje sprawę ze swego egoizmu i oznajmia Tygrysowi, że woli go brykającego, ale szczęśliwego. Rozradowany Tygrys bryka i wszyscy się dołączają do niego, w tym Królik.

### Epilog
W ostatnim rozdziale mieszkańcy Stumilowego Lasu dowiadują się, że Krzyś odszedł z niego z powodu rozpoczęcia nauki w szkole. Na osobności Kubuś Puchatek przyrzeka Krzysiowi, że nigdy o nim nie zapomni i zawsze będzie przychodził do ich własnego zakątku na skraju lasu zwanego Zaczarowanym Miejscem.

## Obsada głosowa
- Sterling Holloway – Kubuś Puchatek
- Sebastian Cabot – narrator
- Timothy Turner – Krzyś
- Paul Winchell – Tygrys
- Junius Matthews – Królik
- John Fiedler – Prosiaczek
- Hal Smith – Sowa
- Barbara Luddy – Kangurzyca
- Clint Howard – Maleństwo (Kubuś Puchatek i miododajne drzewo, Wiatrodzień Kubusia Puchatka)
- Dori Whitaker – Maleństwo (Kubuś Puchatek i rozbrykany Tygrys)
- Ralph Wright – Kłapouchy
- Howard Morris – Gofer

Materiał źródłowy:

## Wersja polska
Opracowanie: Start International Polska

Reżyseria: Maria Piotrowska

Dialogi: Krystyna Skibińska-Subocz na podst. przekładu Ireny Tuwim

Kierownictwo muzyczne: Marek Klimczuk

Teksty piosenek: Marek Robaczewski

Dźwięk i montaż: Elżbieta Chojnowska

Kierownictwo produkcji: Elżbieta Araszkiewicz

Opieka artystyczna: Michał Wojnarowski

Produkcja polskiej wersji dźwiękowej: Disney Character Voices International

Wystąpili:
- Jan Kociniak – Kubuś Puchatek
- Piotr Uszyński – Krzyś
- Jacek Czyż – Tygrys
- Mirosław Wieprzewski – Prosiaczek
- Ryszard Nawrocki – Królik
- Włodzimierz Bednarski – Pan Sowa
- Jan Prochyra – Kłapouchy
- Ryszard Olesiński – Gofer
- Aleksandra Kisielewska-Trzcińska – Kangurzyca
- Tymoteusz Bala – Maleństwo
- Jerzy Rosołowski – narrator

Wykonanie piosenek:
- „Kubuś Puchatek”: Jan Kociniak oraz chór[a]
- „Raz, dwa – wierzcie mi”: Jan Kociniak oraz chór
- „Brzuszek burczy”: Jan Kociniak
- „To tylko chmurka deszczowa”: Jan Kociniak oraz Piotr Uszyński
- „Puchatka wyrywajmy”: Piotr Uszyński
- „Bardzo wietrzny dzień”: Jan Kociniak
- „Ma tygrys powód do dumy”: Jacek Czyż
- „Słasice oraz łonie”: chór
- „Kap, kap, kap”: Jan Kociniak oraz chór
- „Hip, hip, hura”: Jan Kociniak, Aleksandra Kisielewska-Trzcińska, Piotr Uszyński, Tymoteusz Bala, Jan Prochyra oraz chór

Materiał źródłowy:

## Produkcja

### Przygotowania
| „Czytałam je w kółko, a potem wiele lat później moim dzieciom, a teraz moim wnukom”– Diane Disney Miller |

Walt Disney po raz pierwszy dowiedział się o Kubusiu Puchatku autorstwa angielskiego pisarza A.A. Milne’a za sprawą swojej córki Diane: „Tata słyszał, jak się śmieję samotnie w swoim pokoju i przychodził zobaczyć, z czego się śmieję. Zazwyczaj był to łagodny, kapryśny humor z opowiadań A.A. Milne’a o Puchatku”. Pierwszy raz Disney wyraził zainteresowanie uzyskaniem praw filmowych do książek o Puchatku w 1937 roku, poprzez korespondencję z agencją literacką Curtis Brown. Wielokrotnie starał się w latach 40. i 50. o nabycie praw, ale ubiegła go sieć telewizyjna NBC, która w 1947 roku wyemitowała specjalny program na żywo A Day in the Life of Christopher Robin, a w 1960 roku wyprodukowała odcinek ekranizujący obie książki o Puchatku w ramach programu telewizyjnego Shirley Temple Theatre. NBC planowała stworzyć serię telewizyjną o mieszkańcach Stumilowego Lasu, jednak po niesatysfakcjonującym pilocie projekt został zarzucony, a licencja na ekranizację wróciła do Milne Estate. W czerwcu 1961 roku Disney nabył prawa do kinowego filmu od wdowy po Milne’ie, Daphne, jako że ta podziwiała jego prace i uważała, że jej mąż byłby zaszczycony animowaną wersją jego dzieła właśnie od Disneya. W tym samym roku Walt Disney Productions w zamian za tantiemy udzielona została licencja na prawa handlowe od Shirley Slesinger Lasswell, wdowy po Stephenie Slesingerze, producencie i rysowniku który w latach 30. odkupił od Milne’a prawa handlowe na terenie Stanów Zjednoczonych i Kanady.
W 1964 roku po sukcesie Mary Poppins na podst. brytyjskich książek dla dzieci Pameli L. Travers Disney jako następny projekt zapragnął zekranizować kolejną postać z brytyjskiej literatury dziecięcej, jaką był Kubuś Puchatek. W tym samym roku Disney powiedział swojemu zespołowi animatorów, że planuje nakręcić pełnometrażowy film animowany oparty na książkach i odbyło się spotkanie z wyższymi pracownikami w celu omówienia proponowanego filmu. Większość animatorów dobrze znała Kubusia Puchatka za sprawą czytania książek o nim swym dzieciom: „Niektórzy z nas byli w stanie zacytować całe strony dialogów z pamięci” – wspominał animator Ollie Johnston.
Jednak w 1965 roku Disney zaskoczył wszystkich mówiąc, że rezygnuje z pełnometrażowej wersji na rzecz krótkiego metrażu. Miał świadomość, że postać Kubusia Puchatka nie jest szerzej znana Amerykanom i zdecydował się na kilka krótkometrażówek mającą przybliżyć postać.

### Scenariusz i realizacja
Zarys scenariusza powstał na podstawie dwóch pierwszych rozdziałów Kubusia Puchatka, pierwszej z powieści A.A. Milne’a. Disney ponownie zaskoczył swych pracowników dając materiał źródłowy tym animatorom, którzy nie byli zaznajomieni z Kubusiem Puchatkiem. Jak opowiadał animator Frank Thomas: „Byliśmy dość zaskoczeni. Walt oczywiście nie zadał sobie trudu, by to wyjaśnić. Ale o ile mogliśmy się zorientować, czuł że materiał był na początku dość skromny i bał się, że jeśli Ollie, ja, Milt Kahl i kilku innych fanów Puchatka będzie przy tym, to chcielibyśmy być zbyt blisko książki. I przypuszczam, że według niego byłoby to coś zbyt ważnego”. Na reżysera Disney wyznaczył animatora Wolfganga Reithermana, specjalizującego w scenach akcji. Według amerykańskiego historyka specjalizującego się w animacji, Christopher Fincha, wybór ten był podyktowany brakiem oporów u Reithermana co do amerykanizacji brytyjskiego tekstu kulturowego oraz zwiększenia gagów. Sam Reitherman nie był zadowolony z powierzenia mu adaptacji i traktował pracę nad nią jako coś w rodzaju kary. On, Eric Larson i John Lounsbery byli jedynymi z tzw. Dziewięciu staruszków Disneya pracującymi nad Kubusiem Puchatkiem, gdy reszta pracowała na Księgą dżungli (1967). Za tła odpowiadali animatorzy Basil Davidovich i Al Dempster. Innymi animatorami przy Kubusiu Puchatku byli Hal King, John Sibley i Eric Cleworth. Z kolei na zespół scenariuszowy składali się Ken Anderson, Larry Clemmons, Vance Gerry i Xavier Atencio; swój udział w tworzeniu historii miał również sam Disney.
Reitherman i jego ekipa filmowa wkrótce napotkali się na trzy główne problemy – odwzorowanie ilustracji E.H. Sheparda będących integralnym elementem książek o Kubusiu Puchatku, przetłumaczenie humoru słownego Milne’a na język filmowy oraz dostosowanie historii silnie osadzonej w brytyjskiej kulturze pod gusta Amerykanów. Pierwszy z nich został częściowo rozwiązany. Tła i dekoracje ze względu na statyczność były łatwe do odwzorowania pełnych rwanej linii i gęstego kreskowania rysunków Sheparda i jedynym odstępstwem było nałożenie koloru. W przypadku postaci konieczne było zmodyfikowanie ich projektu graficznego. „W przypadku animacji potrzebujesz ciągłej linii. To niemal przeciwieństwo stylu Sheparda. W dodatku musisz być w stanie zwizualizować postać z każdego kąta. Ilustrator może tworzyć w dwóch wymiarach. Animator musi w trzech” – mówił Ollie Johnston. Kubuś, z racji bycia pluszowym misiem, okazał się najbardziej podchwytliwą postacią do animacji. Jako pluszak nie mógł poruszać się zbyt płynnie, a także nie mógł ruszać się zbyt sztywnie, bo to odebrałoby magię historii. Celem zmniejszenia ilości rwanych kresek imitująco futro z moheru, Kubuś Puchatek został oparty na grafikach promocyjnych autorstwa Stephena Slesingera, w których miał na sobie czerwony t-shirt, nieobecny u Sheparda.
W przypadku Królika będącego w książce żywym zwierzęciem zdecydowano na lekką antropomorfizację, dając mu podobne do ludzkich dłonie w miejsce przednich łap, by sceny w których bierze różne obiekty wyszły jak najmniej niezręczne. Zaś jego mimika stała się bardziej ekspresyjna. Reitherman nie był przekonany do wyglądu Krzysia zaprezentowanego w ilustracjach Sheparda, na których odzwierciedlał ówczesną modę chłopięcą nie przystającą do czasów obecnych. Szczególnie miał zarzut do jego półdługich włosów, przez co według niego nie wyglądał na zdrowe dziecko bawiące na dworze, jakim miał być. Jednak w związku popularnością The Beatles zapanowała moda na długie włosy, które muzycy nosili, więc fryzura Krzysia została bez zmian. Jednak Reitherman nadał postaci bardziej „chłopięce” ubranie, a także do roli zatrudnił swego syna Bruce’a, by Krzyś miał amerykański akcent w wymowie.
Celem dalszej amerykanizacji Kubusia Puchatka zastąpiono Prosiaczka postacią gofera, zwierzęcia występującego wyłącznie w Ameryce Północnej. Humorystycznie odniesiono się do tego faktu, gdy w filmie Gofer mówi, że „nie ma go w książce”. Rozszerzono scenę, gdzie Królik robi z Kubusia element wystroju, która najbardziej się spodobała Disneyowi z punktu widzenia gagów. Ukończona krótkometrażówka otrzymała tytuł Kubuś Puchatek i miododajne drzewo i miała premierę 4 lutego 1966 roku w Stanach Zjednoczonych jako krótkometrażowy dodatek do filmu Brzydki jamnik. W tej wersji był dystrybuowany również w Wielkiej Brytanii.
Amerykańskie recenzje były mieszane ze wskazaniem na pozytywne, jednocześnie brytyjska publika i krytyka była mniej pobłażliwa. Szczególnie dziennik „Daily Mail” tytułował film „Masakrą w Stumilowym Lesie”. Narzekano na zrobienie z Królika „maniakalnej postaci w stylu Królika Bugsa” czy przerobienie wyglądu, „umaminsynkowanego” przez Disneya, Krzysia na coś pokroju Pinokia. Szczególną krytyką objęto amerykanizację wytykając wymianę Prosiaczka na Gofera i amerykańskie akcenty w mowie postaci. E.H. Shepard określił film jako „kompletną trawestację”. Jednak zarówno Daphne Milne i bratanica Milne’a, Angela wyraziły uwielbienie do interpretacji Disneya. Z kolei Disney, który przebywał wtedy w szpitalu z powodu raka płuc, nie był usatysfakcjonowany efektem końcowym i zdecydował o rezygnacji z tworzenia średniometrażowych animacji ze względu na ich koszt.
Sytuacja w wytwórni diametralnie się zmieniła, kiedy Walt Disney zmarł w grudniu 1966 roku. Popularność w Ameryce Północnej Kubusia Puchatka i miododajnego drzewa spowodowała, że podczas zebrania zarządu późnym latem 1967 roku, Walt Disney Productions zdecydowało się o realizacji kolejnej krótkometrażówki z udziałem Kubusia Puchatka. Uznano, że krótka forma będzie najlepszym kandydatem na pierwszy animowany projekt bez udziału Disneya. Tym razem przy produkcji uczestniczyło więcej fanów książkowego Puchatka, m.in. Milt Kahl, Frank Thomas i Ollie Johnston. Frank Thomas wspominał, że mimo tego praca nad Winnie the Pooh and the Heffalumps nie różniła się od innych projektów animowanych. Reitherman ponownie został reżyserem, tym razem podszedł do pracy bardziej entuzjastycznie, jako że podczas pracy nad Kubusiem Puchatkiem i miododajnym drzewem przekonał się do twórczości Milne’a, a sama krótkometrażówka polepszyła mu reputację.
| „Woolie czasem miał opory przed zaakceptowaniem świeżych pomysłów. Musiałeś ciężko pracować, by przekonać go do czegoś nowego, jednak jak już pokazałeś, że twój pomysł ma sens, wówczas wpierał cię w stu procentach”– Ollie Johnston o Wolfgangu Rheitermanie |

Krótkometrażówka pod roboczym tytułem Winnie the Pooh and the Heffalumps była tym razem pomyślana jako bliższa oryginalnym książkom i fabułę oparto na rozdziałach 3., 5., 9.-10. Kubusia Puchatka i rozdziałach 2., 8-9. jego kontynuacji Chatki Puchatka. W związku z tym pojawiła się postać Tygrysa debiutującego w Chatce Puchatka. Wraz z Tygrysem tym razem pojawiła się Prosiaczek. Co ciekawe, Tygrys i Prosiaczek pojawili  się wcześniej w 1964 roku na pudełku gry planszowej Winnie the Pooh Game i w 1966 roku na ilustracjach do albumu muzycznego A Happy Birthday Party with Winnie the Pooh promujących disneyowskiego Kubusia Puchatka, mając wygląd ten z ilustracji Shepharda. Tak jak postacie były animowane wspólnym wysiłkiem, Tygrys tak był niemal w całości animowany przez Milta Kahla.

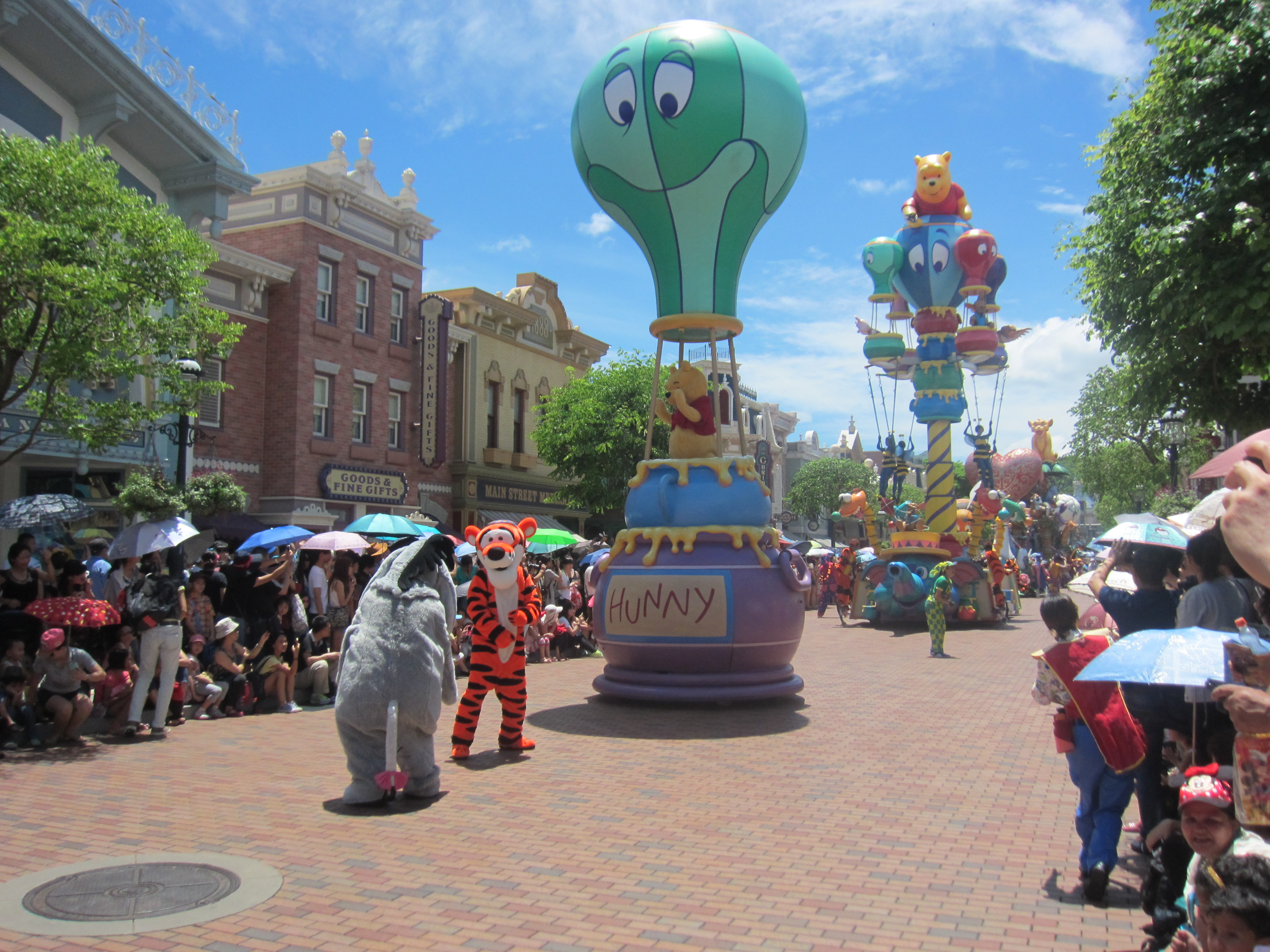
Fragment parady Flights of Fantasy Parade w Hong Kong Disneyland Resort, nawiązujący do snu o słasicach i łoniach.

Film zawiera więc sekwencję, w której Kubuś przeżywa koszmar o słasicach i łoniach ukazanych w różnych abstrakcyjnych kształtach i postaciach. Dla pisarza biznesowego, specjalizującego się w historii Disneylandów, Davida Koeniga sekwencja ta jest zarówno hołdem, jak i plagiatem sekwencji parady różowych słoni w Dumbo (1941). Wiatrodzień Kubusia Puchatka został wydany 23 grudnia 1968 roku jako dodatek do filmu The Horse in the Gray Flannel Suit. W przypadku tej kreskówki recenzje były bardziej przychylne, także w samej Wielkiej Brytanii. Na 41. ceremonii wręczenia Oscarów otrzymał nagrodę w kategorii najlepszy animowany film krótkometrażowy.
Wkrótce zapadła decyzja o produkcji o kolejnej krótkometrażówki z Kubusiem Puchatkiem. Między produkcją Robin Hooda (1973) a Bernarda i Bianki (1977) tworzono film Kubuś Puchatek i rozbrykany Tygrys, skupiający się tym razem na Tygrysie, po tym jak został dobrze przyjęty w poprzednim występie. W związku tym fabułę oparto rozdziałach 4. i 7. Chatki Puchatka, których Tygrys pełnił dużą rolę. Do sceny śledzenia śladów przez Kubusia i Prosiaczka zaczerpnięto z rozdziału 3. Kubusia Puchatka. W związku ze zmianą pokoleniową przy projekcie pracowało wielu nowych animatorów m.in. Don Bluth czy Andy Gaskill, jako że film był traktowany jako ćwiczenie dla nowych pracowników. Stanowisko reżysera objął tym razem John Lounsbery, zaś jego asystentem stał się Richard Rich. Don Bluth odpowiadał za animację Królika. Kubuś Puchatek i rozbrykany Tygrys miał premierę 20 grudnia 1974 roku jako krótkometrażowy dodatek do filmu The Island at the Top of the World. Film był nominowany do Oscara w kategorii najlepszy animowany film krótkometrażowy, a na 17. ceremonii wręczenia nagród Grammy otrzymał nagrodę w kategorii najlepsze nagranie dla dzieci za piosenkę The Wonderful Thing About Tiggers.
W 1977 roku zdecydowano o utworzeniu pierwotnej koncepcji filmu pełnometrażowego, dając dodatkowy materiał, w szczególności epilog zaadaptowany z 10. rozdziału Chatki Puchatka, którym Krzyś żegna się ze swymi przyjaciółmi, by przestać „nie robić nic”. Wszystkie dotychczasowe trzy krótkometrażówki zostały połączone zanimowanym materiałem. Animację postaci nadzorował Eric Larson.

### Casting
Walt Disney osobiście dobierał aktorów głosowych do postaci. Do roli Kubusia wybrał aktora charakterystycznego Sterlinga Hollowaya, związanego z Walt Disney Music Company od 1957 roku. W rolę narratora wcielił się inny stale pracujący z Walt Disney Productions aktor, angielski aktor sceniczny Sebastian Cabot. Animator Ralph Wright, pracujący przy scenariuszu Kubusia Puchatka i miododajnego drzewa, użyczył głosu Kłapouchemu . Królika dubbingował aktor radiowy Junius Matthews, który wcześniej zagrał w Mieczu w kamieniu (1961) sowę Archimedesa. W pozostałych rolach wystąpili aktorzy Hal Smith jako Sowa, Barbara Luddy jako Kangurzyca, aktor dziecięcy Clint Howard jako Maleństwo oraz aktor i reżyser Howard Morris jako Gofer. Cała obsada powtórzyła swe role w pozostałych kontynuacjach z wyjątkiem Clinta Howarda, którego w Kubusiu Puchatku i rozbrykanym Tygrysie zastąpiła Dori Whitaker, młodsza siostra popularnego aktora dziecięcego Johnny’ego Whitakera. Dla Matthewsa i Luddy udział w filmach był ostatnią pracą głosową, którzy zmarli kolejno w 1978 i 1979 roku.
Podczas spotkania dotyczącego kontynuacji Kubusia Puchatka i miododajnego drzewa, Disney uznał komika Wally’ego Boaga pracującego w Disneyland za idealnego do roli Tygrysa. Od dawna podziwiający talent Boaga Disney uważał, że jego zespół animatorów robi się zbyt stary i ociężały, a dzięki bezgranicznej energii i zwariowanego poczucia humoru Boaga może na tym skorzystać. Disney nie był jednak w stanie znaleźć odpowiedniego aktora dla Prosiaczka, który zachowałby esencję postaci i ze wszystkich bohaterów Milne’a był najtrudniejszym wyborem. Podczas oglądania telewizji z żoną Disney natrafił na program, w którym wystąpił aktor charakterystyczny John Fiedler. Disney zamknął oczy i wsłuchał się w głos Fiedlera, po czym krzyknął „To jest Prosiaczek”. Disney skontaktował się z agentem Fiedlera i ten po wywiadzie otrzymał rolę Prosiaczka. Fiedler nie miał okazji spotkać osobiście Disneya, który zmarł, nim zdążył udać na pierwszą sesję nagraniową dialogów. Fiedler dla przygotowania się do roli przeczytał oryginalne książki, a także obejrzał Kubusia Puchatka i miododajnego drzewa, który mu się spodobał.
Po wznowieniu prac nad Wiatrodniem Kubusia Puchatka Boag odgrywający Tygrysa uznany został za „zbyt szalony jak na film dla dzieci”, a zamiast tego aktor głosowy i brzuchomówca Paul Winchell przyjął tę pracę. Zaś po krytyce pierwszej odsłony Krzysiowi głosu użyczał urodzony 11-letni wówczas amerykański muzyk Jon Walmsley angielskiego pochodzenia, który wtedy jeszcze zachował w głosie oryginalny akcent. W Rozbrykanym Tygrysie Krzysia dubbingował angielski aktor Timothy Turner. Na potrzeby Przygód Kubusia Puchatka Turner nagrał wszystkie poprzednie dialogi, by była konsekwencja w głosie Krzysia, zaś Holloway i Cabot dograli dialogi dla swych postaci. Dla Cabota była to ostatnia rola przed śmiercią w sierpniu 1977 roku, z kolei Holloway po tym filmie przeszedł na emeryturę.

### Muzyka
W 1963 roku, jeszcze podczas produkcji Mary Poppins, Disney zlecił braciom Sherman napisanie piosenek i zapoznanie się z literackim oryginałem. Shermanowie skonsultowali się wtedy z brytyjskim kostiumografem Tonym Waltonem projektującym kostiumy dla Mary Poppins. „Spędził z nami kilka godzin, opowiadając z entuzjazmem, jak ważne były dla niego opowieści o Puchatku, kiedy dorastał. Gdy skończyliśmy, nareszcie poczuliśmy, jak rozumieć te historie, jak trafić do serca” – wspominał Richard M. Sherman. Shermanowie zauważyli, że oryginalne książki są pełne piosenek Kubusia, zwanymi „mruczankami”. „To nie były tak naprawdę piosenki” – zauważył Richard M. Sherman. „Były jak małe piórka na wietrze, więc chcieliśmy uzyskać to uczucie w naszych piosenkach – że jakby Milne napisał piosenkę, najprawdopodobniej napisałby ją w ten sposób. Chcieliśmy być milne’owaci, ale [piosenki] musiały być także disneyowskie”.
Ścieżkę muzyczną do wszystkich krótkometrażówek i wykonał Buddy Baker. Dla każdej postaci był przeznaczony osobny instrument muzyczny: dla Kubusia saksofon barytonowy; Krzysia trąbka i gitara; Prosiaczka obój, Królika klarnet, Pana Sowy okaryna i waltornia; Kangurzycy flet; Maleństwa flet piccolo; Kłapouchego klarnet basowy; i Gofera harmonijka basowa .
Wiosną 1965 roku w ramach wczesnej promocji pierwszego filmu krótkometrażowego została wydana w ramach serii „Disneyland Storyteller” płyta długogrająca z przekształconą wersją Kubusia Puchatka i miododajnego drzewa w formie słuchowiska, zawierająca dialogi z nagrań ścieżki dźwiękowej do filmu oraz dodatkową narrację Sebastiana Cabota, wyjaśniającą żarty wizualne filmu, które mogły zostać zgubione w języku audio. Zamiast muzyki Bakera, która nie była ukończona, była wersja autorstwa Tuttiego Camaraty, która rozbudowywała kompozycje braci Shermanów i dodała mosty między scenami i piosenkami. Sterling Holloway także nagrał kilka solówek na tę płytę, które nie pojawiają się w filmie. Wydano także inny longplay All the Songs from Winnie the Pooh zawierającą wyłącznie same piosenki. Podczas produkcji wydanego w 1967 roku słuchowiska z serii „Disneyland Storyteller” promującego Wiatrodzień Kubusia Puchatka ścieżka muzyczna, jak i dialogi nie była ukończone, więc materiał do płyty wykonano w Sunset Sound Recorders, a nowe piosenki wykonała grupa muzyczna The Jack Halloran Singers. Ze wszystkich aktorów wystąpili jedynie Holloway, Luddy i Walmsley. Role Pana Sowy i Tygrysa przejął aktor Sam Edwards, który co za tym idzie wykonał piosenki Tygrysa. Piosenka Heffalumps and Woozles nie znalazła się na płycie, jako że nie była została jeszcze napisana. W 1974 roku wydano kolejne słuchowisko, tym razem promujące Kubusia Puchatka i rozbrykanego Tygrysa, w którym znów wykorzystano wersje piosenek z poprzednich słuchowisk zamiast tych prezentowanych w filmie.
Wszystkie piosenki prezentowane w krótkometrażówkach i filmie zostały wydane w 1989 roku przez Disneyland Records And Tapes w ramach serii „Storyteller” na płycie The Many Adventures of Winnie the Pooh z narracją kanadyjskiego aktora Christophera Plummera. Zostały ponownie wydane w 1997 roku na składankowej płycie The Many Songs of Winnie the Pooh zawierające piosenki z innych produkcji o Puchatku.
| All the Songs from Winnie the Pooh And The Honey Tree – 1964 | All the Songs from Winnie the Pooh And The Honey Tree – 1964                         | All the Songs from Winnie the Pooh And The Honey Tree – 1964 |
| Nr                                                           | Tytuł utworu                                                                         | Długość                                                      |
| ------------------------------------------------------------ | ------------------------------------------------------------------------------------ | ------------------------------------------------------------ |
| 1.                                                           | „Winnie the Pooh” (Camarata Chorus And Orchestra)                                    | 1:48                                                         |
| 2.                                                           | „Up, Down, Touch the Ground” (Sterling Holloway)                                     | 1:36                                                         |
| 3.                                                           | „Rumbly in My Tummy” (Sterling Holloway)                                             | 2:26                                                         |
| 4.                                                           | „(I’m Just a) Little Black Raincloud” (Sterling Holloway)                            | 2:24                                                         |
| 5.                                                           | „Winnie The Pooh” (Camarata Chorus And Orchestra)                                    | 1:08                                                         |
| 6.                                                           | „Mind Over Matter (Think Shrinkage, Think Thinnage)” (Camarata Chorus And Orchestra) | 3:02                                                         |
| 7.                                                           | „The Sun Came Out (Think Heave-age, Think Ho-age)” (Camarata Chorus And Orchestra)   | 1:28                                                         |
| 8.                                                           | „Winnie The Pooh” (Camarata Chorus And Orchestra)                                    | 1:32                                                         |
|                                                              |                                                                                      | 15:24                                                        |

| Winnie The Pooh And The Blustery Day – 1967 | Winnie The Pooh And The Blustery Day – 1967                              | Winnie The Pooh And The Blustery Day – 1967 |
| Nr                                          | Tytuł utworu                                                             | Długość                                     |
| ------------------------------------------- | ------------------------------------------------------------------------ | ------------------------------------------- |
| 1.                                          | „Winnie the Pooh” (Camarata Chorus And Orchestra)                        | 1:28                                        |
| 2.                                          | „A Rather Blustery Day” (Sterling Holloway)                              | 1:56                                        |
| 3.                                          | „The Wonderful Things about Tiggers” (Sam Edwards)                       | 1:07                                        |
| 4.                                          | „Tigger Song Reprise” (Sam Edwards)                                      | 0:34                                        |
| 5.                                          | „The Rain, Rain, Rain Came Down, Down, Down” (The Jack Halloran Singers) | 1:40                                        |
| 6.                                          | „Hip-Hip Pooh-ray” (The Jack Halloran Singers)                           | 1:43                                        |
| 7.                                          | „Winnie the Pooh” (Camarata Chorus And Orchestra)                        | 1:43                                        |
|                                             |                                                                          | 10:11                                       |

| Winnie the Pooh and Tigger Too – 1974 | Winnie the Pooh and Tigger Too – 1974              | Winnie the Pooh and Tigger Too – 1974 |
| Nr                                    | Tytuł utworu                                       | Długość                               |
| ------------------------------------- | -------------------------------------------------- | ------------------------------------- |
| 1.                                    | „Winnie the Pooh” (Disney Studio Chorus)           | 1:10                                  |
| 2.                                    | „The Wonderful Things about Tiggers” (Sam Edwards) | 1:07                                  |
| 3.                                    | „Rumbly in My Tummy” (Sterling Holloway)           | 0:58                                  |
| 4.                                    | „Tigger Song Reprise” (Sam Edwards)                | 0:34                                  |
|                                       |                                                    | 3:49                                  |

| Disney’s The Many Adventures Of Winnie The Pooh – 1989 | Disney’s The Many Adventures Of Winnie The Pooh – 1989                       | Disney’s The Many Adventures Of Winnie The Pooh – 1989 |
| Nr                                                     | Tytuł utworu                                                                 | Długość                                                |
| ------------------------------------------------------ | ---------------------------------------------------------------------------- | ------------------------------------------------------ |
| 1.                                                     | „Winnie the Pooh” (Disney Studio Chorus)                                     | 1:28                                                   |
| 2.                                                     | „Up, Down, Touch the Ground” (Sterling Holloway)                             | 1:00                                                   |
| 3.                                                     | „Rumbly in My Tummy” (Sterling Holloway)                                     | 0:40                                                   |
| 4.                                                     | „(I’m Just a) Little Black Raincloud” (Sterling Holloway & Bruce Reitherman) | 0:39                                                   |
| 5.                                                     | „Mind over Matter” (Disney Studios Chorus)                                   | 0:49                                                   |
| 6.                                                     | „Like a Rather Blustery Day” (Sterling Holloway)                             | 0:35                                                   |
| 7.                                                     | „The Wonderful Things about Tiggers” (Paul Winchell)                         | 0:16                                                   |
| 8.                                                     | „Heffalumps and Woozles” (The Mellomen)                                      | 1:45                                                   |
| 9.                                                     | „The Rain, Rain, Rain Came Down, Down, Down” (Disney Studio Chorus)          | 1:36                                                   |
| 10.                                                    | „Hip-Hip Pooh-ray” (Disney Studio Chorus)                                    | 0:43                                                   |
| 11.                                                    | „The Wonderful Things about Tiggers (Reprise)” (Paul Winchell)               | 0:20                                                   |
|                                                        |                                                                              | 9:51                                                   |

## Promocja

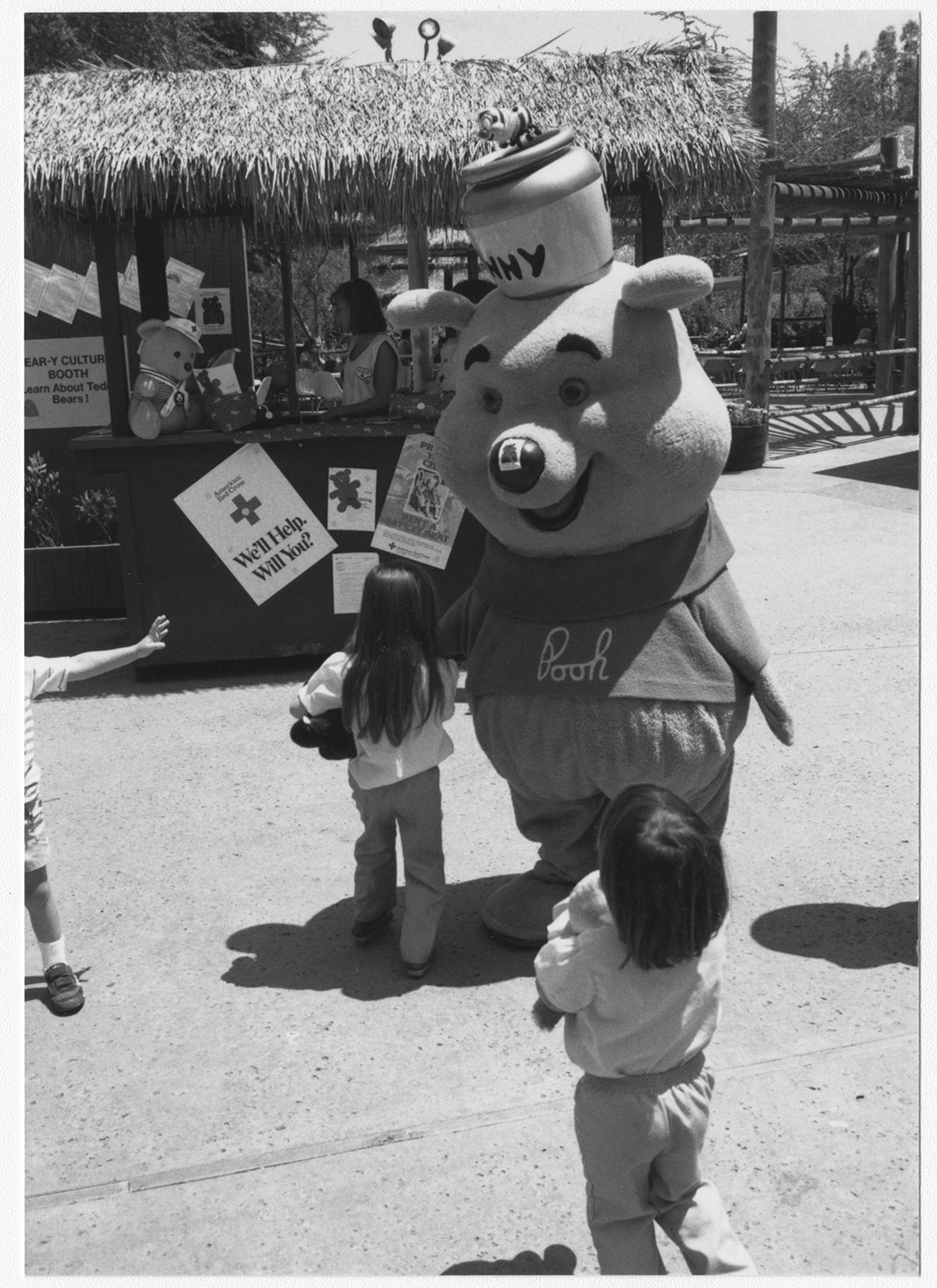
Kostium Kubusia Puchatka w Disneylandach z lat 1965–1989 (1984)

W 1964 roku zawarto umowę licencyjną na zabawki z siecią sklepów Sears, Roebuck and Co., by przygotować publikę na nadchodzącego Kubusia Puchatka i miododajne drzewo. Za tworzenie zabawek odpowiadała nowojorska firma produkująca pluszowe zabawki Gund Manufacturing Company oraz kalifornijska Cal Toys of California. W 1965 roku w Disneylandzie pojawiły się chodzące maskotki o postaci Kubusia Puchatka z garnkiem miodu na głowie. Kostium maskotki obowiązywał w Disneylandach do 1989 roku, gdy uaktualniono wygląd. W 1966 roku powstał interaktywny album muzyczny A Happy Birthday Party with Winnie the Pooh z serii „Disneyland Storyteller”, gdzie ze wszystkich aktorów z filmów pojawili się tylko Holloway i Matthews, który tym razem dubbingował Pana Sowę. Krzysia, Królika, Kangurzycę i Maleństwo dubbingowała aktorka Robie Lester, Kłapouchego grał niezidentyfikowany aktor. W 1968 roku korzystając z popularności marki wydano słuchowiska Winnie The Pooh And Tigger, Winnie the Pooh and the North Pole Expotition i The Story Of Winnie The Pooh And The Heffalumps oparte na poszczególnych rozdziałach książek Milne’a.
Sears nadal promował Puchatka poprzez swoją licencję z Disneyem i rozpoczął, z okazji wyborów prezydenckich w Stanach Zjednoczonych w 1972 roku oraz 1976 roku, fałszywą kampanię polityczną „Głosuj na Puchatka”, z zorganizowaniem wiecu politycznego zainaugurowanego rok wcześniej pod Zamkiem Kopciuszka w parku tematycznym Walt Disney World Magic Kingdom w Walt Disney World Resort.
Z okazji nadchodzącej premiery Przygód Kubusia Puchatka wydawnictwo komiksowe Gold Key Comics wydawało kwartalnie serię komiksową „Winnie-the-Pooh” w latach 1977–1984. 

## Odbiór

### Premiera i recenzje
Przygody Kubusia Puchatka miały premierę 11 marca 1977 roku w podwójnym seansie z brytyjskim Escape from the Dark (1976). W Polsce film premierowo został wydany na VHS w 1997 roku przez Imperial Entertainment. Była to druga po Nowych przygodach Kubusia Puchatka produkcja z disneyowskiej wersji Kubusia Puchatka dubbingowana na język polski.
Periodyk „The Review of the News” w swej recenzji Escape from the Dark stwierdził, że lepiej od samego filmu wypadły Przygody Kubusia Puchatka i bardziej ten tytuł jest preferowany z podwójnego seansu. Carl J. DeMaio z „The Telegraph Herald” określił postacie jako „zachwycające” i chwalił ludzi Walt Disney Productions za dobry osąd stworzenia animowanej adaptacji. Gazeta „Times-Union” z kolei określiła Przygody Kubusia Puchatka i Escape from the Dark jako idealną rozrywkę dla całej rodziny. Podobne zdanie wyraziła gazeta „Times-Union”, dodatkowo zwróciwszy uwagę na dobrą animację.

### Analizy

Figurki ukazujące Kubusia i Prosiaczka w wersji „Classic Pooh”.

Przez wielu fanów oryginału interpretacja Disneya uważana jest za świętokradztwo. Zarzuca się The Walt Disney Company pozbawienie głębszej refleksji utworu Milne’a, a także jej skomercjalizowanie. „To miś myślący. Puchatek Disneya nic nie robi, tylko cały czas się śmieje. Śmieje się nieszczerym śmiechem teleewangelisty, który próbuje nam sprzedać pachnącą, mydlaną wersję Pana Boga. Tak musiał się uśmiechać sam Disney, kiedy donosił na swoich kolegów z Hollywood do FBI” – zwraca uwagę brytyjski socjolog i znawca twórczości Sheparda Christie Davis. Autorka i znawczyni literatury dziecięcej Ruth Hill Viguers w piątym wydaniu książki A Critical History of Children’s Literature (1969) pisze, że w latach 60. disneyowski Kubuś Puchatek, jak i inne interpretacje Walt Disney Productions „zniszczyły integralność oryginalnych utworów literatury dziecięcej”.
Biografka Milne’a, brytyjska pisarka Ann Thwaite stwierdza jednak, że twórca Kubusia Puchatka byłby usatysfakcjonowany podejściem Disneya. Jako dowód podaje korespondencję z 1938 roku Milne’a z wdową po Kennethie Grahame’ie, Elspeth, gdzie uważał O czym szumią wierzby za idealny materiał dla Walta Disneya, zaś jego adaptacja byłaby czymś pięknym. Christopher Finch w książce Disney’s Winnie the Pooh: A Celebration of the Silly Old Bear (2000) wyraża zdanie, że Disneyowi udało się zachować niewinność książkowego oryginału w jego adaptacji, a także poprzez animację spopularyzował postać. Polski aktor i animator kultury Sebastian Świąder uważa, że The Walt Disney Company, mimo nadużywania swych praw do Kubusia Puchatka, ma dużą zasługę w popularyzacji postaci i nie można tego negować.
Disney posiada również w ofercie wersję „Classic Pooh”, na której postacie przypominają te z oryginalnych ilustracji E.H. Sheparda, lecz zdaniem krytyków jest ona spychana na rzecz oficjalnej wersji.

### Wynik finansowy
Oryginalne krótkometrażówki były w pierwszej dziesiątce najlepiej sprzedających filmów dla dzieci na kasetach wideo w latach 1986 i 1987.

### Nagrody i nominacje
| Nagroda          | Kategoria                        | Nominowani    | Wynik     | Źródło  |
| ---------------- | -------------------------------- | ------------- | --------- | ------- |
| Nagroda Satelita | Najlepsze DVD dla młodych widzów | Ralph Kemplen | Nominacja | [ 101 ] |

### Kontrowersje
W 1997 roku została ogłoszona budowa nowej kolejki w parku tematycznym Magic Kingdom w Walt Disney World Resort, inspirowanej Przygodami Kubusia Puchatka. Miało to odbyć kosztem popularnej kolejki typu dark ride „Mr. Toad’s Wild Ride”, inspirowanej segmentem „O czym szumią wierzby” z filmu animowanego Przygody Ichaboda i Pana Ropucha (1949). Wzbudziło to masowy sprzeciw fanów Mr. Toad’s Wild Ride relacjonowany w amerykańskich mediach. Został zorganizowany pokojowy protest w Walt Disney Resort, gdzie protestujący okupowali obszar kolejki i rozdawali plakaty i przypinki. Mimo protestów The Walt Disney Company w 1998 roku podtrzymało swą decyzję o zamknięciu Mr. Toad’s Wild Ride filmu i we wrześniu tego roku atrakcja została usunięta i w czerwcu 1999 roku jej miejsce zajęła kolejka typu dark ride „The Many Adventures of Winnie the Pooh”.
Wyłączne prawa do ekranizacji i handlu produktami od 1961 do 2022 roku znajdowały się w posiadaniu The Walt Disney Company, zaś w 2001 koncern roku odkupił za 340 mln dolarów od Milne Trust, reprezentujący spadkobierców Milne’a pozostałe prawa, m.in. na adaptacje teatralne. Koncern oskarżono o monopolizowanie praw autorskich do Kubusia Puchatka i blokowanie niezależnych twórców szkodę na rzecz rozwoju kultury, by promować własną franczyzę skomercjalizowanej i spłyconej intelektualnie w stosunku do literackiego oryginału jako jedyną obowiązującą. W 2001 roku The Walt Disney Company zablokowało udzielanie teatralnych licencji, więc wystawiane wówczas spektakle na podst. książek Milne’a musiały zostać zdjęte, a nowe nie mogły powstać do 2021 roku. Ofiarą owej blokady padła inspirowana książkami polska sztuka Kubuś P. Piotra Cieplaka (1999) z Teatru Studio, w której mieszkańców Stumilowego Lasu przedstawiono jako ludzi dorosłych, borykających się z codziennymi problemami. 9 marca 2008 roku w Warszawie odbył się sprzeciwiający się praktykom Disneya happening pt. „Uwolnić Puchatka!” zorganizowany przez polskie kolektyw artystyczny Performeria Warszawy i inicjatywy środowisk kulturotwórczych Indeks 73: „Za tym happeningiem kryje się poważny problem: co może być zawłaszczane, a co powinno być dobrem wspólnym. Ja sprzeciwiam się korporacyjnemu dyktatowi Disneya. Cieszę się, że młodzi ludzie to dostrzegają i organizują takie akcje” – skomentował polski aktor pochodzenia niderlandzko-fryzyjskiego, Redbad Klijnstra. W inicjatywę zaangażowali się m.in. krytyk Roman Pawłowski i Helsińska Fundacja Praw Człowieka.
Sprawa praw autorskich stała się też źródłem konfliktu z ich poprzednim właścicielem, Stephen Slesinger, Inc. W 1980 roku Shirley Slesinger Lasswell twierdziła, że Disney przestał raportować tantiemy z tytułu sprzedaży płyt gramofonowych, zaniedbał zgłaszanie dochodów z licencjobiorców zewnętrznych, takich jak Hallmark Greeting Cards, i nie uwzględniał przychodów związanych ze sprzedażą związaną z Kubusiem Puchatkiem w swoich parkach rozrywki. W 1982 roku Disney przystąpił do negocjacji nowej umowy, która dałaby zarówno Milne Trust, który zachował prawa handlowe na resztę świata oraz prawa wydawnicze, jak i Stephen Slesinger, Inc. zróżnicowane tantiemy od sprzedaży na całym świecie. W 1983 roku, poprzez kolejne prawnicze działania, obie strony zgodziły się, że Stephen Slesinger, Inc. odzyskają prawa, a następnie ekskluzywnie przypiszą je z powrotem The Walt Disney Company, szczególnie dotyczyło to dochodów ze sprzedaży kaset video. W 1987 roku jednak prawnik Milne Trust odkrył, że Disney w ogóle nie płacił tantiem za filmy wideo. Następnie Patricia, córka Slesingerów kupiła szczoteczkę do zębów z wizerunkiem Puchatka, która nigdy nie pojawiła się w żadnym z oświadczeń o tantiemach Disneya.
W 1991 roku Slesinger Lasswell wytoczyła proces przeciwko Disneyowi, zarzucając, że ten naruszył umowę z 1983 roku, ponownie nieprawidłowo raportując przychody ze sprzedaży Kubusia Puchatka. Zgodnie z tą umową, Disney miał zachować około 98% brutto światowych przychodów, podczas gdy pozostałe 2% miały być wypłacane firmie Slesinger. Ponadto pozew twierdził, że Disney nie uiścił wymaganych tantiem za wszelką komercyjną eksploatację nazwy produktu. W 1992 roku Disney zaoferował 50 tys. dolarów w celu zakończenia sprawy, kwotę, którą prawnik zatrudniony wewnętrznie w Disneyu w tamtym czasie opisał w liście jako „niezwykle hojną”, lecz Slesinger Laswell odmówiła. Osiem lat później Disney podniósł swoją ofertę do 2 milionów dolarów, co spotkało z ponowną odmową Slesinger Laswell. W 2002 roku Sąd Najwyższy Hrabstwa Los Angeles nałożył na Disneya sankcję w wysokości 90 tys. dolarów za zniszczenie 40 pudeł dokumentów, w tym jednego oznaczonego jako „Winnie the Pooh--legal problems”, które mogły służyć za dowód w sprawie. Dokumenty należały do byłego dyrektora wykonawczego Disneya, zmarłego w 1992 roku Vincenta Jefferdsa, który był odpowiedzialny za dział produktów konsumenckich Disneya dwie dekady temu i podpisał umowę z Stephen Slesinger Inc. w 1983 roku i wedle słów Shirley i Patricii Slesingerów zapewnił im, że Disney będzie płacił tantiemy od wszystkich produktów związanych z Kubusiem Puchatkiem, w tym od kaset wideo. Daniel Petrocelli, prawnik reprezentujący The Walt Disney Company argumentował, że były to stare dokumenty pozbawione znaczenia dla procesu prawnego. Kwestionował też autentyczność notatki Patricii Slesinger napisanej do matki w marcu 1983 roku, gdzie miała zostać opisana rozmowa z Jefferdsem. Sprawa o naruszenie umowy została ostatecznie odrzucona, gdy stwierdzono nadużycie ze strony Slesingerów. Prywatni śledczy zatrudnieni przez członków rodziny odkryli tajne dokumenty Disneya, które sąd stanowy uznał za skradzione w celu zapewnienia Slesingerom nieuczciwej przewagi w procesie sądowym.
W tym samym roku The Walt Disney Company dołączył do pozwu Clare Milne, wnuczki A.A. Milne’a, która wykorzystując Copyright Term Extension Act z 1998 roku, próbowała unieważnić przyszłe prawa autorskie w Stanach Zjednoczonych dla firmy Stephen Slesinger, Inc., co miało nastąpić 5 listopada 2004 roku. Bert Fields, prawnik reprezentujący Stephen Slesinger, Inc. określił pozew „podstępnym atakiem” z obawy o stratę 1 miliard dolarów zaległych tantiem oraz praw do Kubusia Puchatka. W 2006 roku Sąd Dystryktowy Stanów Zjednoczonych dla Centralnego Dystryktu Kalifornii orzekł wyrok na korzyść firmy Stephen Slesinger, Inc., co potwierdził również Sąd Apelacyjny Stanów Zjednoczonych dla Dziewiątego Okręgu. Sąd Najwyższy Stanów Zjednoczonych odmówił rozpatrzenia sprawy, podtrzymując wyrok i zapewniając przegraną sprawę sądową Milne. Rok później Disney przegrał sprawę sądową, w której sąd uznał, że ich roszczenia dotyczące zakwestionowania umów licencyjnych z firmą Slesinger, Inc. były nieuzasadnione. Batalia sądowa zakończyła się  w 2009 roku, gdzie Sąd Dystryktowy Stanów Zjednoczonych dla Centralnego Dystryktu Kalifornii stwierdził, że rodzina Slesingera przyznała Disneyowi wszystkie znaki towarowe i prawa autorskie, chociaż Disney musi płacić tantiemy za wszelkie przyszłe wykorzystanie postaci. Obie strony wyraziły zadowolenie z wyniku sprawy.

## Inne utwory

### Kontynuacje i spin-offy
Film otrzymał w latach 1981–1983 dwie krótkometrażowe kontynuacje produkcji Rick Reinert Productions: kolejno Kubuś poznaje pory roku i Kubuś Puchatek i Dzień Kłapouchego, który zaadaptowano z pozostałego materiału książek Milne’a. Na fali popularności animacji The Disney Channel wyprodukował serial dla dzieci Welcome to Pooh Corner (1983–1986) produkcji Left Coast Television i Walt Disney Pictures Television Division, będący połączeniem żywej akcji ze zdalnie sterowanymi kukiełkami. Był to również pierwszy serial fabularny The Disney Channel. W 1985 roku serial doczekał się dwóch edukacyjnych spin-offów Too Smart for Strangers informującego dzieci o niebezpieczeństwie ze strony nieznajomych oraz Pooh’s Great School Bus Adventure uczącego zasad o bezpieczeństwie podczas jazdy autobusem.
W 1987 roku scenarzystka i powieściopisarka Linda Woolverton została poproszona o napisanie scenariusza do pełnometrażowego filmu z Kubusiu Puchatkiem, został jednak anulowany na rzecz serialu animowanego Nowe przygody Kubusia Puchatka. Serial ten został po raz pierwszy zaproponowany przez wiceprezesa Walt Disney Television Animation Gary’ego Krisela: „Uważam, że Puchatek to świetna postać dla animacji z sobotniego poranka” – mówił Krisel wedle słów Richarda H. Franka, prezesa The Walt Disney Studios. Wierzył, że licencja, którą posiadało wówczas Sears, sprawdzi się jako świetne narzędzie promocyjne. Nowe przygody Kubusia Puchatka były emitowane na ABC w latach 1988–1991. Serial otrzymał wiele odcinków specjalnych: Gwiazdka z Kubusiem Puchatkiem (1991), Hu! Hu, Puchatku (1996) A Winnie the Pooh Thanksgiving (1998) i Winnie the Pooh: A Valentine for You (1999), zaś w międzyczasie roku doczekał się zakończenia w postaci drugiego pełnometrażowego filmu animowanego z serii pt. Niezwykła przygoda Kubusia Puchatka (1997), wydanym na VHS. Film rozwijał się w miejscu, gdzie kończył serial i zarazem powieści Milne’a. Na zlecenie Walt Disney Video Premiere i Walt Disney Television Animation powstały dwie antologie – Kubuś Puchatek: Czas prezentów (1999) i Kubuś Puchatek: Puchatkowego Nowego Roku (2002), które wzorem Przygód Kubusia Puchatka były kompilacją wybranych odcinków Nowych przygód Kubusia Puchatka połączonych nowym materiałem animacji.
W 2000 roku Walt Disney Television Animation wypuściło do kin pełnometrażowy film Tygrys i przyjaciele skupiający się na poszukiwaniach przez Tygrysa jego rodziny. Rok później Playhouse Disney wyprodukował kolejny serial dla dzieci będący połączeniem aktorów z zdalnie sterowanymi kukiełkami Kubusiowe opowieści (2001–2002). Od 2003 roku DisneyToon Studios stworzyło kolejne pełnometrażowe animacje – Prosiaczek i przyjaciele (2003) skupiający się na poszukiwaniach Prosiaczka zmartwionego swym wzrostem, Maleństwo i przyjaciele (2004), w którym Królik dzięki Maleństwu znów znajduje radość w obchodach Wielkanocy, Kubuś i Hefalumpy (2005) oraz jego kontynuację Kubuś i pogromcy goblunów (2005), w których pojawia się hefalump Lumpek.
W latach 2004–2006 roku zostały wydane na DVD interakcyjne Winnie the Pooh: 123’s (2004), Winnie the Pooh: ABC’s (2004), Winnie the Pooh: Shapes & Sizes (2006) oraz Winnie the Pooh: Wonderful Word Adventure (2006) w ramach serii edukacyjnej „Disney Learning Adventures”. Pierwotnie The Walt Disney Company miał wypuścić więcej części „Disney Learning Adventures”, takich jak Winnie the Pooh: Good Day Good Night i Winnie the Pooh: Time to Rhyme. Jednak plany wydania obu tytułów na DVD zostały ostatecznie odrzucone, a ich oryginalny zwiastun można znaleźć na kilku płytach DVD Disneya i internetowym serwisie YouTube.
Kolejną produkcją telewizyjną był animowany cyfrowo serial Moi przyjaciele – Tygrys i Kubuś (2007–2010), w którym miejsce Krzysia zajmuje jego 6-letnia przyjaciółka Tosia i wraz z Tygrysem i Puchatkiem działają jako Super-Detektywi. Serial doczekał się odcinków specjalnych: Gwiazdka Super-detektywów (2007), Na rozśpiewanym pikniku (2009) oraz Bardziej Super Detektywi (2010).
W 2014 roku planowano kolejną telewizyjną produkcję animowaną The World According to Winnie the Pooh produkcji irlandzkiego Cartoon Saloons, która osadzała bohaterów w nowoczesnym świecie i precyzowała, że Kubuś i jego przyjaciele to zabawki, a także zgodnie z książkowym pierwowzorem czynił ich Brytyjczykami. Powstał jedynie pilot New Friend!. W 2017 roku Kubuś, Prosiaczek, Tygrys i Kłapouchy pojawili się gościnnie w 107. odcinku serialu animowanego Klinika dla pluszaków pt. „Do Stuwiekowego Lasu” z okazji Światowego Dnia Kubusia Puchatka przypadającego na 18 stycznia.
W 2018 roku powstał film aktorski Krzysiu, gdzie jesteś?, w którym obecnie dorosły Krzyś traci zmysł wyobraźni i zapomina o swych przyjaciołach ze Stumilowego Lasu, o których musi ponownie sobie przypomnieć. W rolę Krzysia wcielił się szkocki aktor Ewan McGregor.
W 2023 roku premierę miały animowane cyfrowo seriale krótkometrażowe Zabawy z Kubusiem oraz Kubuś i ja emitowane na Disney Junior oraz Disney+, w których Kubuś Puchatek i jego przyjaciele występują jako małe dzieci.

### Remake
W 2011 roku Walt Disney Animation Studios stworzyło jako swój 51. animowany film Kubuś i przyjaciele, który był bliższy książkom A.A. Milne’a.

### Gry komputerowe
W grudniu 1984 wydawnictwo Sierra On-Line wyprodukowało i wydało na rynek komputerową grę przygodową Winnie the Pooh in the Hundred Acre Wood bazującą na postaciach z filmu, z przeznaczeniem na komputery osobiste. Gra została zaprojektowana przez Ala Lowe’a, który wykorzystał do niej utworzony przez niego silnik Troll’s Tale. W 1997 roku wydano dwie interaktywne gry edukacyjne na komputery osobiste z systemami Microsoft Windows i Mac OS, opracowane przez studio Victoria należące do Disney Interactive: Ready to Read with Pooh, ucząca nauki czytania, oraz Ready for Math with Pooh, koncentrująca się na umiejętnościach matematycznych. W 1995 i 1999 roku Disney Interactive Studios stworzyło i wydało na komputery osobiste gry edukacyjne Animated StoryBook: Winnie the Pooh and the Honey Tree oraz Animated StoryBook: Winnie the Pooh and Tigger Too adaptujący pierwszą i trzecią z krótkometrażówek. W 1999 roku wydano na komputery osobiste z systemem Microsoft Windows i konsolę PlayStation serię gier edukacyjnych typu wskaż i kliknij „Kubusiowe przedszkole” opracowaną i wydaną przez Disney Interactive Studios. W jej skład wchodzą gry: Maluchy, Średniaki i Starszaki. Cztery pierwsze krótkometrażówki i film Tygrys i przyjaciele zainspirowały opracowaną przez NewKidCo grę przygodową Winnie the Pooh: Adventures in the 100 Acre Wood (2000) na przenośną konsolę Game Boy Color.
Kolejną grą na komputery z systemem Microsoft Windows i PlayStation była gra zręcznościowa dla dzieci Zabawa z Kubusiem Puchatkiem: Puchatkowe przyjęcie opracowana przez francuską Dôki Denki Studio i wydana przez Electronic Arts w 2001 roku. Większość fabuły koncentruje się na wykorzystaniu mechaniki gier planszowych, podobnej do tej z serii Mario Party. Rozgrywka składa z pięciu mini-gier: „Owocobranie u Sowy”, „Bombowa zabawa Tygryska”, „Szaleńczy wyścig u Królika”, „Pojedynek Miodowo-Piłkarski u Puchatka” oraz „Polowanie na dynie u Prosiaczka”. W 2005 roku powstała przygodowa gra akcji Urodzinowe Przygody Kubusia wyprodukowana przez Ubisoft we współpracy z Phoenix Studio i Disney Interactive. W 2008 roku Walt Disney Japan wyprodukowało i opublikowało w serwisie DisneyGames.jp, a następnie na portalu Yahoo! Kids należącym do Yahoo! Japan, opartą na technologii Adobe Flash, przeglądarkową grę sportową Winnie The Pooh’s Home Run Derby. Rozgrywka przedstawiała mecz baseballowy z Kubusiem Puchatkiem w roli pałkarza i jego przyjaciółmi pełniących rolę miotaczy. W latach 2012–2013 gra stała się internetowym fenomenem wirusowym ze względu na wyjątkową trudność. 
Świat i postacie z filmu były przedstawione także w produkowanej przez Square Enix serii gier z gatunku jRPG Kingdom Hearts. Plansza „100 Acre Wood” pojawiła się w Kingdom Hearts (2002), Kingdom Hearts: Chain of Memories (2004) i jego remake’u z 2008 roku, Kingdom Hearts II (2005), Kingdom Hearts Birth by Sleep (2010) i Kingdom Hearts III (2019), a postacie pojawiają się również w grze mobilnej i przeglądarkowej Kingdom Hearts χ (2004).
Kubuś Puchatek jest jedną z głównych postaci gry wideo Disney Friends, wydanej w 2007 roku przez Amaze Entertainment na konsolę Nintendo DS, w której gracz może wchodzić z nim w interakcję. W Disney Magic Kingdoms (2016) pojawiło się ograniczone czasowo wydarzenie poświęcone Kubusiowi Puchatkowi, które wprowadziło grywalne postacie z franczyzy, a także atrakcje oparte na lokalizacjach z filmu lub prawdziwych atrakcjach z parków rozrywki Disneya. Kolejne postacie dodawano w późniejszych aktualizacjach gry. Alternatywna wersja Tygrysa pojawia się jako grywalna postać w mobilnej grze fabularnej Disney Mirrorverse (2022) wydanej na Androida i iOS.

### Musicale
W 2019 roku planowany był musical adaptujący Kubusia Puchatka ze scenariuszem autorstwa Edwarda Albee, ale plany te wstrzymano, gdy Albee stał się zajęty. W maju 2021 ogłoszono musical Winnie the Pooh: The New Musical Adaptation produkcji Disney Theatrical Productions, wykorzystujący piosenki z Kubusia Puchatka i miododajnego drzewa i Wiatrodnia Kubusia Puchatka. Prapremiera odbyła się w nowojorskim Theatre Row Building 21 października 2021 roku. Światowa premiera odbyła się 4 listopada tego samego roku.

### Parki rozrywki
W Disneyland Resort, Walt Disney World Resort, Hong Kong Disneyland Resort i Shanghai Disney Resort znajduje się inspirowana filmem kolejka typu dark ride „The Many Adventures of Winnie the Pooh”. W Tokyo Disneylandzie z Tokyo Disney Resort odpowiednikiem kolejki jest bezszynowa kolejka typu dark ride „Pooh’s Hunny Hunt”, będąca jedną z najpopularniejszych atrakcji w parku. W Shanghai Disney Resort znajduje się dodatkowo karuzela typu spinning tea cup „Hunny Pot Spin”. W latach 2005–2010 obok „Many Adventures of Winnie the Pooh” w Walt Disney World Resort znajdował się plac zabaw Pooh’s Playful Spot zlikwidowany, by zrobić miejsce stalowej kolejce górskiej „Seven Dwarfs Mine Train” inspirowanej filmem animowanym Królewna Śnieżka i siedmiu krasnoludków (1937).

### Komiks
W latach 1978–1988 publikowano pasek komiksowy Kubusiowe Opowieści autorstwa Don Fergusona (scenariusz) i Richarda Moore’a (rysunki), w którym postacie były w stosunku do siebie mniej miłe i dominował cyniczny humor. Oprócz standardowej obsady pojawiły się dwie inne postacie inspirowane wierszami Milne’a – rycerz Sir Brian i pluszowy smok.
W 1998 roku opublikowana została adaptacja komiksowa Kubuś Puchatek jako 34. album francuskiej serii Les classiques du dessin animé en bande dessinée. Za scenariusz odpowiadał francuski scenarzysta Didier le Bornec, a za rysunki hiszpański rysownik Daniel Pérez.

## Dziedzictwo

Logo franczyzy stosowane od lat 90. XX wieku.

Postać Kubusia Puchatka stała się jedną z najbardziej ikonicznych postaci Walta Disneya i związana z nim seria jest drugą co do wielkości franczyzą The Walt Disney Company, pod względem sprzedaży i marketingu. Kubuś Puchatek jest obecnie najbardziej dochodową postacią Disneya pod względem popularności i sprzedaży, wyprzedzając pod tym względem firmową maskotkę – Myszkę Miki. W 2012 roku była to trzecia najpopularniejsza franczyza medialna w Stanach Zjednoczonych. Rola Prosiaczka nadała Johnowi Fiedlerowi nowy kierunek w karierze, który od tego czasu rozwinął karierę jako aktor głosowy. Prosiaczek był jego najbardziej rozpoznawalną rolą i dubbingował tę postać do śmierci w 2005 roku. W 1990 roku Kubuś Puchatek i Tygrys wystąpili w antynarkotykowym animowanym filmie telewizyjnym Tajemnica zaginionej skarbonki (1990) będącym crossoverem najpopularniejszych amerykańskich seriali animowanych w tamtym czasie.
Disneyowski Kubuś Puchatek doczekał także wielu parodii. Odcinek serialu animowanego Pinky i Mózg, „Móżdżuś Puchatek, czyli przygody melomana” (1998) parodiuje fabułę filmu, gdzie Mózg, Pinky i Christopher Walken odgrywają rolę kolejno Kubusia, Prosiaczka i Krzysia. Z kolei Mick Jagger został skarykaturowany jako Dżagular (oryg. Jaggler), parodia Tygrysa, zaś Al Gore jako Algoruch (oryg. Algore), parodia Kłapouchego. W stylizowanym na dokument komiksie Trzy palce (2002) Richa Koslowskiego, satyryzującym Złotą Erę Animacji, Kubuś Puchatek pojawia się jako Niedźwiadek Siusiatek (oryg. Whiney Pee the Bear). Na początku XXI wieku powstał polski cykl internetowych past Magiczne Przygody Kubusia Puchatka autorstwa anonimowych internautów, w którym mieszkańcy Stumilowego Lasu, znajdującego się w Polsce, ukazani są jako banda degeneratów spędzających czas na piciu, kradzieżach i wywoływaniu bójek na lokalnych dyskotekach i spotkaniach z ludźmi ważnymi dla polskiej popkultury początku lat 90. XX wieku. Ok. 2000 roku film Przygody Kubusia Puchatka i serial Nowe przygody Kubusia Puchatka były jedną z przeróbek autorstwa polskiej grupy DEA Gensys na modłę pełną wulgaryzmów i slangu. W filmie animowanym Film o pszczołach (2007) Kubuś i Prosiaczek pojawiają się przez moment jako obiekt rządowych snajperów.

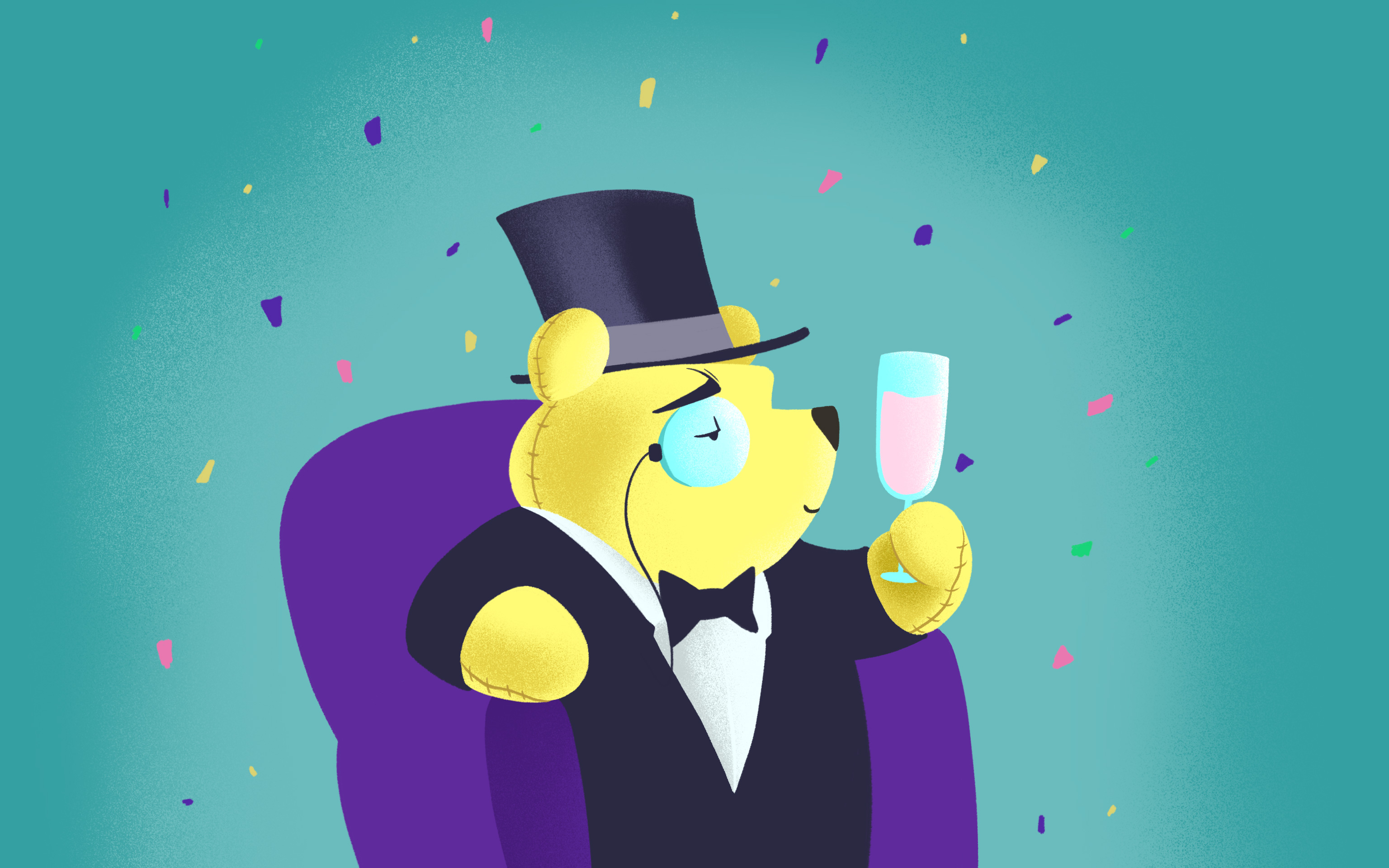
Nawiązujący do mema A Fellow Man of Culture obrazek świętujący wejście Kubusia Puchatka do domeny publicznej

W 2013 roku na anglojęzycznym imageboardzie 4chan kadr z Kubusia Puchatka i rozbrykanego Tygrysa, ukazujący postać znużonego Kubusia w fotelu był rozpowszechniany jako obraz reakcji, głównie jako wyraz apatii. Kadr został przerobiony przez anonimowego użytkownika, na którym Kubuś jest w smokingu i dystyngowanym wyrazem twarzy dając początek memowi internetowemu pt. A Fellow Man of Culture znanemu również jako Fancy Winnie the Pooh – demonstrujący różne stopnie „fantazyjności” czegoś. Początkowo rozpowszechniany jako obraz reakcji na 4chan, w marcu 2019 roku obraz zyskał popularność za sprawą serwisu internetowego Reddit.
Od 2015 roku w chińskim internecie pojawiły się memy internetowe porównujące przewodniczącego Chińskiej Republiki Ludowej Xi Jinpinga do disneyowskiego Kubusia Puchatka. W 2019 roku rząd chiński uważający to za obrazę doprowadził do tego, że zablokowano wszystkie hasztagi powiązane z Kubusiem Puchatkiem. Sama postać misia i związana z nią franczyza, wbrew obiegowym opiniom, nie została zakazana w Chinach i jest tam w dalszym ciągu powszechnie dostępna. Władze chińskie zaprzeczyły też, że Krzysiu, gdzie jesteś? (2018) nie otrzymał premiery kinowej w Chinach i Hongkongu z powodu cenzury i prawdziwym powodem była ograniczona ilość miejsc na amerykańskie filmy w chińskiej dystrybucji. Do działań rządu chińskiego i samych memów nawiązały amerykański serial animowany Miasteczko South Park w odcinku „Band in China” oraz Siły Powietrzne Republiki Chińskiej prezentujące nieoficjalną naszywkę przedstawiającą niedźwiedzia tajwańskiego uderzającego z pięści Kubusia Puchatka, celem podniesienia morale tajwańskich żołnierzy. Spekuluje się, że amerykańsko-brytyjski film grozy Puchatek: Krew i miód (2023) nie otrzymał ograniczonej premiery w Hongkongu i Makau właśnie z powodu memów.